# Filaments
Filaments is een studioalbum van Brendan Pollard.

## Inleiding
Filaments is de 26e uitgave van zijn eigen platenlabel Acoustic Wave. Het album werd opgenomen in de periode januari tot en met mei 2024, Midge House, Lincolnshire. Het betekende opnieuw samenwerking met collega Michael Daniel (in het verleden aangeduid als Hashtronaut), die op Filaments gitaar speelt op tracks 1, 3, 5 en 6. Gezamenlijk kwamen ze tot een album met hun stijlvariant van de Berlijnse School voor elektronische muziek met substroming Kosmische Musik, waar ritmes, maatindelingen en melodielijnen geen rol spelen. Af en toe wordt voor enige ritmiek gezorgd door het gebruik van de sequencer. Voorbeeld voor dit album waren de klanken van Tangerine Dream tijdens hun Phaedraperiode, waarin bandleider Edgar Froese nog weleens de elektrische gitaar gebruikte. De klank van Filaments is over het algemeen donker en somber, behalve de slottrack die wordt omschreven als “pastoral” (landelijk).  

## Musici
- Brendan Pollard – analoge (modulaire) synthesizers, mellotron, sequencer, elektronica
- Michael Daniel - elektrische gitaar (tracks 1, 3, 5 en 6)

## Muziek
| Nr. | Titel              | Duur  |
| --- | ------------------ | ----- |
| 1.  | Ventricle          | 11:54 |
| 2.  | Insidious          | 3:55  |
| 3.  | Intervision        | 4:18  |
| 4.  | Pannerramma        | 18:50 |
| 5.  | Plenostream        | 8:27  |
| 6.  | Facets and degrees | 7:50  |
| 7.  | Silt               | 6:33  |